# Léo Le Blé Jaques
Léo Le Blé Jaques (2 januari 1997) is een Franse snowboarder.

## Carrière
Bij zijn wereldbekerdebuut, in december 2015 in Montafon, scoorde Le Blé Jaques direct wereldbekerpunten. In januari 2021 behaalde de Fransman in Chiesa in Valmalenco zijn eerste toptienklassering in een wereldbekerwedstrijd. Op de FIS wereldkampioenschappen snowboarden 2021 in Idre Fjäll eindigde hij als twaalfde op de snowboardcross, in de landenwedstrijd veroverde hij samen met Julia Pereira de Sousa-Mabileau de bronzen medaille.

## Resultaten

### Wereldkampioenschappen
| Jaar | Plaats     | Resultaten                               |
| ---- | ---------- | ---------------------------------------- |
| 2021 | Idre Fjäll | 12e Snowboardcross · Snowboardcross team |

### Wereldbeker
Eindklasseringen
| Seizoen   | SBX |
| --------- | --- |
| 2015/2016 | 89e |
| 2017/2018 | 50e |
| 2019/2020 | 54e |